# Conjuração dos Pintos
A Conjuração dos Pintos, também conhecida por Inconfidência de Goa ou Revolta dos Pintos foi revolta anticolonial que promoveu uma tentativa de derrubar o regime português em Goa, no Estado da Índia, em 1787.
Vários clérigos e militares, naturais da região, sentiam-se discriminados nas promoções de carreiras, por se dar primazia aos portugueses metropolitanos. O grupo dos conspiradores era liderado pelo padre José António Gonçalves de Divar e incluía o nome de José Custódio Faria (depois conhecido como "Abade Faria").
Este movimento teve como alvo os colonizadores portugueses e buscava libertar Goa do domínio português. Seus principais líderes eram membros e associados da família Pinto, originários da aldeia de Candolim, no talucá de Bardez, razão pela qual a revolta recebeu esse nome.
Denunciada a conspiração, foi exemplarmente reprimida pelas autoridades do império. O padre Divar, que conseguiu escapar, viria a morrer em Bengala. O Abade Faria escapou para a França, onde alcançaria módica fama. Dos demais implicados, a maioria dos religiosos foi mantida em detenção nos calabouços da Fortaleza de São Julião da Barra, em Portugal, durante vários anos, aguardando o transcurso em julgado e o sancionamento oficial dos autos de julgamento. Os leigos, após inquérito sumário, foram julgados por alta traição e condenados à forca, sendo os seus corpos esquartejados.

## Os inconfidentes
- Padre José Custódio de Faria, também conhecido como Abade Faria, foi um missionário indo-português que se destacou como um dos pioneiros no estudo da hipnose. Sua notória reputação o levou a ser retratado como o prisioneiro 'Abade Faria' na obra "O Conde de Monte Cristo", escrita por Alexandre Dumas.
- Padre Caetano Vitorino de Faria - falecido
- Padre Caetano Francisco do Couto
- Padre José António Gonçalves (do Divar)
- José da Rocha Dantas e Mendonça, Administrador do Tesouro de Goa e principal articulador da conspiração

## O movimento
Essas revoltas foram inspiradas pelos ideais da Revolução Francesa e, conforme é amplamente reconhecido, a disseminação dos princípios revolucionários franceses teve um impacto significativo na promoção de movimentos políticos semelhantes.
José António e Caetano solicitaram ao bispo a sua nomeação, fazendo um pedido a Roma e Portugal, mas o pedido foi negado. Frustrados com essa rejeição, eles, assim como Abade Faria, organizaram uma revolta. Nesse esforço, receberam apoio de soldados cristãos, bem como de alguns padres. Organizando a revolta, buscaram o apoio de Tipu Sultan, o governante de Mysore, e lhe pediram assistência. Eles lhe prometeram que, caso conseguissem tomar Goa, ele poderia expandir seu domínio e avançar sua causa. Isso gerou preocupações entre os cristãos, pois se temia que Tipu Sultan perseguiria o cristianismo (e, por consequência, o hinduísmo) de forma severa, como já havia feito com os cristãos de língua concani em Mangalore e os hindus em Malabar.
Essa revolta foi abandonada devido a vários fatores, levando a que Goa permanecesse sob o domínio de Tipu Sultan.
As missões dos missionários portugueses (Dominicanos, Franciscanos e Jesuítas) e os serviços governamentais no século XVIII estavam frequentemente em conflito, o que contribuiu para esses eventos.
Os cristãos nativos (que praticavam suas religiões tradicionais) também enfrentaram dificuldades significativas durante esse período. Os padres goeses foram enviados em missão para Cranganore e Mylapore, em nome do bispo Kariattil, para reforçar a influência da Igreja Católica e combater as crenças locais.
Padre Kamat destacou esses eventos em sua obra. Ele descreveu como os padres locais enfrentaram a oposição das autoridades portuguesas devido à sua recusa em obedecer às diretrizes estabelecidas por eles. O livro evidenciou as disparidades nas condições de vida e nos deveres atribuídos aos nativos em comparação com os seus superiores portugueses.
Os portugueses, ao observarem a recusa dos goeses em colaborar com eles, retiraram suas tropas de Damão e Diu em 1739 para reforçar seus contingentes na África Oriental Portuguesa. Em consequência disso, o vice-rei português de Goa emitiu um decreto em 1760 ordenando que os cachorros (sunnem) fossem eliminados em Goa.

## Consequências
Após esses eventos, houve uma mudança significativa no exercício do poder e uma série de transformações ocorreram. O controle administrativo passou para as mãos dos britânicos, que implementaram novas políticas e reformas. Muitos direitos foram revogados e, como resultado, 47 líderes locais foram presos e 17 padres e 7 soldados foram executados pelo governo britânico.
Na encosta sul, perto da aldeia de Topal, fica a fortaleza de São Tomé. Este forte costumava ser uma residência fortificada e sua construção remonta a tempos antigos. Suas paredes foram reforçadas com torres militares. As torres possuíam canhões que foram usados para proteger a costa de possíveis invasões inimigas. No entanto, durante o período de domínio colonial, foram instalados quinze canhões de artilharia na fortaleza.
Padre Gonçalves liderou várias revoltas contra o domínio britânico e acabou perdendo a vida em um confronto com as forças britânicas. Abade Faria, um abolicionista francês, também estava envolvido, e seus esforços ao lado dos rebeldes resultaram em retaliações cruéis das autoridades francesas e portuguesas, deixando muitos inocentes em sofrimento.
Sob o reinado de Tipu Sultan, muitos cristãos de língua concani de Mangalore foram submetidos a uma perseguição severa e muitos perderam suas vidas. Esses cristãos eram goeses. Durante o governo colonial francês, Tipu Sultan e os franceses estavam em cooperação mútua contra os interesses britânicos na região. No entanto, quando os britânicos conseguiram ganhar vantagem sobre Tipu, ele passou a perseguir os cristãos, forçando-os a abandonar sua fé sob ameaça de morte. Muitas atrocidades foram cometidas sob o governo francês também. O Padre Faria, um defensor fervoroso da identidade goesa e um crítico do governo colonial francês, foi perseguido por suas atividades e acabou sendo executado.
A contenda entre os Goanenses e os missionários goeses, juntamente com o governo britânico na Índia, se intensificou devido à oposição dos missionários aos esforços dos britânicos para abolir o Padroado Goês. O governo britânico e sua administração na Índia, vendo os goeses como aliados portugueses, agiram contra eles e seus inimigos (como Tipu Sultan), muitas vezes exacerbando as tensões já presentes. Esta é uma parte crucial da história de Goa.

## Conjurações contemporâneas em domínios portugueses
- Conjuração Mineira (1789)
- Conjuração Carioca (1794)
- Conjuração Baiana (1796)
- Conspiração dos Suassunas (1801)
- Revolução Pernambucana (1817)